# 六點鐘新聞
《六點鐘新聞》（英語：News at Six）是香港亞洲電視新聞部製作的新聞節目，在每日18:00於本港台播出。這節目於亞洲電視啟播當日（1957年5月29日）首播，並於2016年4月1日隨著電視牌照終結而停止播映。

## 節目歷史
本節目自1957年5月29日中文台開播以來，曾經歷多度轉變。
在麗的映聲年代，開台初期，由19:40-19:50播出《晚間新聞》、《天氣報告》。1963年9月30日啟播之後，本節重點新聞主要在19:00及20:00播出，當時稱《世界新聞》、《香港一週》，所有內容通常提供新聞片段，以及訪問等等，不設主播。
另外在1976年-1983年曾被安排在清談節目《今日》、《著燈開飯睇電視》等節目中的環節播放，而資深主播劉家傑則名列該節目主持，1973年12月1日後期稱為《今晚新聞》。
1980年1月7日起，《今晚新聞》節目改為19:30播出。
1980年9月1日起，為配合麗的中文台台長麥當雄發起「千帆並舉」收視戰，而提早第一檔連續劇播映時間，在19:00播出的《大地恩情》，新聞改為18:30播出。
1983年9月26日起，新聞改為19:00播出。
1984年2月6日起，改為週一至週五19:00播放，當時新聞報導及其他環節合稱《香港一日》，後於1984年10月26日分為兩個節目播出。
1985年3月18日起，改為18:15播出。
1989年2月13日起，林百欣擔任亞洲電視董事局主席後，該節新聞正式命名為《六點三新聞》，新聞改為18:15播出。
1991年2月25日起，新聞提前在18:00播放，並正式命名為《六點鐘新聞》。《六點鐘新聞》從此成為亞洲電視的新聞品牌。
1995年2月6日起，新一代D-3數碼錄像機投入亞視新聞製作，開始邁向電視數碼化的第一步，並在《十二點半新聞》、《六點鐘新聞》及《夜間新聞》報導中增設「中文字幕」服務，方便不懂廣東話及失聰的人士收看新聞。
1998年9月28日起，《六點鐘新聞》正式使用「虛擬演播室」技術播出。而《六點鐘新聞》作為環節，與剛剛開播的《互動新聞網》、《體育快訊》合稱《新聞一小時》。1999年4月30日，《互動新聞網》停播，後於5月3日取消《新聞一小時》，《六點鐘新聞》獨立播出。
1999年10月4日起，吳征、沈野加入亞視後，將《六點鐘新聞》延長為一小時，並將節目播出時間挪後至18:25，改名為《亞視焦點新聞》，在18:00只保留8分鐘的《新聞簡報》。
1999年10月19日起，沈野將節目時間挪後至19:30，改名為《亞視七點半新聞》，並起用藝員何守信及朱慧珊為主播。他認為亞視在18:00及18:25播新聞是不尊重香港觀眾的意願及收視習慣，因為知識份子與上班族都看不到這時段的新聞。但新聞挪後至19:30後，收視明顯回落，吳沈下台，再加上此時香港觀眾已經習慣在18:00看新聞，及因應廣管局勸喻，亞視在同年12月13日恢復六點鐘新聞播放三十分鐘的安排。
2007年1月1日，《六點鐘新聞》改版後，開始在亞視新聞網站作免費網上重溫服務，包括新聞影片及文字稿。
2007年7月21日起，亞洲電視新聞及公共事務部正式由廣播道81號遷往大埔工業村後，《六點鐘新聞》不再使用「虛擬演播室」技術。
由2008年9月28日起，《六點鐘新聞》改用16:9技術製作。
2009年9月7日起，《六點鐘新聞》再次使用「虛擬演播室」技術。
2011年4月4日起，《亞洲早晨》依舊使用「虛擬演播室」技術，《六點鐘新聞》、《夜間新聞》、《十二點半新聞》取消「虛擬演播室」技術，而與TVB一樣使用真實廠景。
2011年5月2日起，由於亞洲高清台改稱亞洲台，《六點鐘新聞》於星期一至日18:00-18:45在本港台及亞洲台同步播出。
新聞播放完畢後，廣告後有一節《經濟快訊》（星期一至五）、《體育快訊》（星期一至日）、《新聞故事》（星期六、日）及《天氣報告》（星期六、日）。
2012年8月13日起，星期一至五改於18:00-18:40播出。
2013年3月18日起，星期一至五改於18:00-18:35播出。
2015年1月1日起，受欠薪事件影響，亞視新聞決定即日起縮短《六點鐘新聞》播放時間至20分鐘，而騰出的時間改為18:45-19:00重播《香港百人》（1月1日及2日則播出《ATV每日一歌》）。
2015年8月24日起，亞洲台改在星期一至五、日18:00-18:20播出。
2015年10月5日起，亞洲台改在星期一至日18:00-18:20播出。
2015年11月7日起，逢星期一至日的《六點鐘新聞》延遲5分鐘完結至18:00-18:25播映。
2016年1月1日起，《六點鐘新聞》更換片頭設計。
2016年1月7日起，《六點鐘新聞》增大片頭設計中的「六點鐘新聞」字體。
2016年2月4日起，《六點鐘新聞》取消顯示新聞資訊列。
2016年2月5日，《六點鐘新聞》由首席財經記者羅佩怡及粵語新聞記者盧卓瑤主持，播映復播前最後一集。
2016年2月6日起，《六點鐘新聞》停止播放，本港台改為播放《開心大發現》，亞洲台改為播放《闖蕩台灣行》。
2016年2月20日起，亞視新聞部恢復製作《六點鐘新聞》，但只在本港台播出，縮短播放時間至20分鐘，星期一至日18:00-18:20播出，新聞主播則由兩位減至一名主播，並於節目結束前報道體育消息及天氣概況，復播後首次《六點鐘新聞》由潘詠兒主持。
2016年4月1日，隨著亞視免費電視牌照屆滿，《六點鐘新聞》在其停播前最後一次於香港大氣電波中播放，由潘詠兒主持，由總編輯孫兆勤編輯及張玉琴編導，合共播出八則新聞。
《六點鐘新聞》最後一次於香港大氣電波中播放內容：
| 播出時間 | 新聞內容                                             | 記者   |
| -------- | ---------------------------------------------------- | ------ |
| 18:00    | 「中國文化傳媒強調亞視不因停止免費廣播消失」         | 潘詠兒 |
| 18:03    | 「亞視員工表示最難忘是人情味」                       | 何戎笙 |
| 18:05    | 「港股現回吐壓力恒指收報20498點」                    | 潘詠兒 |
| 18:06    | 「習近平抵達華盛頓與奧巴馬會面」                     | 孫兆勤 |
| 18:08    | 間場                                                 |        |
| 18:09    | 播放廣告                                             |        |
| 18:11    | 間場                                                 |        |
| 18:12    | 「北韓於咸鏡道發射一枚短程地對空導彈」               | 徐子瀅 |
| 18:13    | 「美日韓領袖會談將向北韓施壓應對軍事挑釁」           | 陳珮琪 |
| 18:14    | 「海洋公園保育基金為野猴絕育控制數量」               | 潘詠兒 |
| 18:17    | 體育消息：「港欖球隊公布最新球員名單」               | 張志豪 |
| 18:18    | 天氣消息：溫度及相對濕度、天氣展望、各大城市天氣概況 | 潘詠兒 |
| 18:19    | 結尾                                                 | 潘詠兒 |

## 播映時間
- 星期一至日：18:00-18:35

### 節目調動
- 1989年6月4日，因報道六四事件，《六點三新聞》延至約七時結束。新聞結束前主播伍國任和徐佩瑩代表亞視新聞部向死難者致哀，片尾播出約一分鐘的鎮壓片段。
- 2005年12月17日，因報道世界貿易組織第六次部長級會議韓農示威，延至七時多完結。
- 2010年6月17日：由於騰出時間予本港台直播《政制改革方案辯論》，當天《六點鐘新聞》提早至18:35結束。
- 2011年4月29日：因直播英國威廉王子大婚而延至19:30完結。
- 2012年6月16日：因直播神九發射升空而延長新聞時段，第三節新聞開始以雙視窗形式展示現場畫面，第四節新聞開始直播至18:49後在沒有播放體育快訊片頭下交予張志豪報道體育快訊，之後交返新聞廠房結束新聞，並取消播放《新聞故事》。
- 2012年12月10日：因直播梁振英問答會而延至19:05完結。
- 2013年7月22日：由於騰出時間予本港台直播《足球狂熱－阿仙奴亞洲之旅：名古屋鯨魚 對 阿仙奴》，當天《六點鐘新聞》提早至18:15結束。[3]
- 2013年7月26日：由於騰出時間予本港台直播《足球狂熱－阿仙奴亞洲之旅：浦和紅鑽 對 阿仙奴》，當天《六點鐘新聞》提早至18:15結束。
- 2014年9月28日：由於直播警方向佔據夏愨道人士施放催淚氣體，當天《六點鐘新聞》提早至17:57開始播放，作現場突發報導，第二節新聞開始以三視窗形式展示現場畫面，並延至約18:50完結。
- 2014年10月21日：由於騰出時間予本港台直播《特區政府與學聯就政制發展的對話》，當天《六點鐘新聞》提早至18:30結束。

## 主播安排
亞洲電視傳統上只會給有經驗的主播報道《六點鐘新聞》。
- 一般為一男（坐在左邊）一女（坐在右邊）主播或兩位女主播。

### 前任主播
- 男主播：盧瑞盛、李燦榮、蔡文耀、何守信、梁家榮、姚健文、邱喜耀、馮兆寧、鄧景輝、徐忠明、黃慶州、嚴劍豪、鄧駿暉、何戎笙、陳興昌、羅振邦、胡天衡、許方輝、伍國任
- 女主播：朱慧珊、卓麗雯、繆美詩、李卓敏、李彤、黃雅宇、洪綺敏、吳宜婷、宋紫皓、張惠萍、吳秀華、林詠雯、羅佩怡、范樂蘅、盧卓瑤、潘詠兒、吳泳茵、陳苑蓉、蘆葦琪、陳佩琳、梁麗嫦、胡燕泳、李懿莊、尹慧筠、冼潔貞、莊燕玲、李玉蓮、戚香蓮、徐佩瑩、張慧慈、梁靜雯、伍慕蓮、羅恩惠、徐月娥、陳碧君、魏派賢、李瑞冰、陳素娟、劉曉君
- 體育主播：黃文傑、蔡富華、馮堅成、宋貴玲、張志豪

## 報道方式
《六點鐘新聞》的主播先簡單講述有關新聞，然後播出由旁述先錄好的新聞片，詳細報道有關新聞。
但由2007年9月3日中開始，除了原有的報道方式，《六點鐘新聞》仿傚外國（如美國）新聞報道，採用專題報道的方式：由主播簡單講述有關新聞，然後交由另一名（或更多）記者以直播的方式報道有關新聞，並播出由記者旁述先前錄好的新聞片。
由2007年12月3日開始，再增加另一種專題報道的方式：由主播簡單講述有關新聞，然後交由另一名（或更多）記者以錄播方式在虛擬佈景報道，並運用虛擬佈景展示有關新聞的圖片或影片，亦會播出由記者旁述先前錄好的新聞片。
由2009年7月1日起，於播放新聞同時，螢幕下方會出現文字顯示當天的重要新聞，並以向上捲動形式打出，亦會顯示日期、時間和天氣。
由2012年起，亞視新聞再次減少繁重的報導方式，再度由主播簡單講述有關新聞，然後播出由記者旁述先前錄好的新聞片報導有關新聞。